# Штаркман, Наум Львович
Наум Львович Штаркман (28 сентября 1927, Житомир — 19 июля 2006, Москва) — советский и российский пианист и музыкальный педагог, профессор Московской консерватории (1987), заслуженный артист РСФСР (1990), Народный артист Российской Федерации (1996). Отец пианиста Александра Штаркмана.
Штаркман широко признан как интерпретатор романтического и постромантического репертуара — прежде всего произведений Шумана, Шопена, Листа, Чайковского и Рахманинова.

## Биография
Первый концерт с оркестром, концерт Мендельсона, Штаркман сыграл в 11 лет. Неслыханно скоро, уже через год, он дал сольный концерт в Большом зале консерватории, программу которого составили произведения Баха, Бетховена, Шопена, Шумана, Листа. В 1944 году приступил к занятиям в Московской консерватории в классе великого пианиста и педагога Константина Игумнова.
Окончил Московскую консерваторию имени П. И. Чайковского по классу Константина Игумнова (1949; Игумнов умер в 1948 г., но Штаркман отказался заканчивать обучение у другого педагога и готовился к выпуску без формального наставника.
В 1950-е гг. участвовал в различных международных конкурсах (ко всем конкурсам Штаркмана готовила Мария Гринберг), став, в частности, первым победителем Международного конкурса пианистов имени Вианы да Мотта (Лиссабон, 1957) и получив третью премию Первого Международного конкурса имени Чайковского (1958). Однако вскоре после этого Штаркман был арестован и осуждён «за однополые контакты». Несмотря на кратковременность заключения, это совершенно разрушило его концертную карьеру: долгие годы выступления Штаркмана допускались только в провинции или во второстепенных залах. Это же стало препятствием и для педагогической деятельности Штаркмана: с 1969 г. он внештатно преподавал в училище имени Гнесиных и только в 1987 г. стал профессором Московской консерватории. После этого он снова начал выступать во многих странах мира.
С 1993 года Штаркман был бессменным председателем жюри Международного конкурса пианистов имени Игумнова, проводящегося в Липецке.
Скончался 19 июля 2006 в Москве. Похоронен на Востряковском кладбище.

## Награды
- Орден Почёта (24 сентября 2001 года) — за многолетнюю плодотворную деятельность в области культуры и искусства, большой вклад в укрепление дружбы и сотрудничества между народами[6].
- Золотой Крест Заслуги (14 августа 2003 года, Польша)[7].
- Народный артист Российской Федерации (7 июня 1996 года) — за большие заслуги в области искусства[8].
- Заслуженный артист РСФСР (18 апреля 1990 года)[9].
- Благодарность Министра культуры и массовых коммуникаций Российской Федерации (9 февраля 2006 года) — за вклад в развитие советской музыкальной культуры[10].